# Lola Mora (película)
 Lola Mora  es una película de Argentina filmada en colores dirigida por Javier Torre sobre su propio guion escrito con Mónica Ottino con la colaboración de Alejandro Margulis que se estrenó el 11 de enero de 1996 y que tuvo como actores principales a Leonor Benedetto, Alberto de Mendoza, Víctor Laplace e Iván González Sainz.

## Sinopsis
Biografía de la escultora argentina Lola Mora (1866-1936), autora, entre otros, del monumento La Fuente de las Nereidas, que relata sus experiencias en Roma, sus vínculos con sus maestros y su lucha contra los prejuicios y el conservadurismo de la época. Inicialmente se había elegido a Virginia Innocenti para el papel principal y su alejamiento provocó en su momento un escándalo.

## Reparto
- Leonor Benedetto …Lola Mora
- Alberto de Mendoza
- Víctor Laplace  …Gabriel D'Annunzio
- Iván González Sainz
- Martín Adjemián  …Sabá Hernández
- Noemí Frenkel …Carmen
- Millie Stegman
- Ximena Padilla
- Honoria Torre
- Dolores Mera
- Walter Soubrié
- Horacio Salas
- Agustín Maggi
- Rubén Szuchmacher …Michetti
- China Zorrilla …Reina de Italia
- Daniel Marcove
- Daniel Tedeschi
- Héctor Bordoni

## Comentarios
Gustavo Noriega en El Amante del Cine  escribió:

«Esta biografía deshilachada y presuntuosa, cuenta, entre otras cosas, con las peores actuaciones del cine nacional en mucho tiempo.»

Fernando López en La Nación opinó:

«Es difícil creer lo que se ve y no porque queden a la intemperie los mecanismos de la representación…sino porque lo que se ve es una representación deshilachada y exterior,apenas el caparazón de una historia que debió desbordar emoción.»

Néstor Tirri en Clarín dijo:

«Javier Torre…acierta a entrar en la intimidad de la escultora con sensibilidad y emoción, a través de bellas imágenes y refinado sentido de la reconstrucción.»

Manrupe y Portela escriben:

«El pobre retrato que hace Javier Torre de la escultora no aporta nada a esta veta poco y mal aprovechada en el cine argentino que es la de las biografías de artistas plásticos nacionales.»